# النيسمة (المخادر)

تعديل مصدري - تعديل

النيسمة محلة تابعة لقرية جنود، التابعة لعزلة الشرف بمديرية المخادر إحدى مديريات محافظة إب في الجمهورية اليمنية، بلغ تعداد سكانها 64 حسب تعداد اليمن لعام 2004.